# William Windsor (capra)
William "Billy" Windsor I è una capra del Kashmir, nota per essere stata membro dell'esercito britannico, ricoprendo il grado di caporale del primo battaglione dei Royal Welsh.
Entrato tra le file della British Army nel 2001, Billy ha prestato servizio presso le milizie inglesi fino al 2009, ma nel 2006, per un periodo di tre mesi, fu degradato a fuciliere a causa del comportamento sconveniente assunto in occasione dell’80º compleanno della Regina.
Terminata la carriera militare, l'animale è stato collocato presso lo zoo di Whipsnade: il suo successore è William Windsor II.

## Preambolo storico
L'origine della tradizione dell'esercito inglese di avere capre tra i propri ranghi non è nota, ma si ritiene che nel 1775 una capra sia stata impiegata durante la guerra d'indipendenza americana; lo stesso animale venne poi utilizzato dalle milizie per esibire i colori reggimentali gallesi alla fine della battaglia di Bunker Hill. Similmente, un'altra capra fu utilizzata nell'ambito della prima guerra mondiale: si tratta di Taffy IV, la «capra reggimentale». Taffy prese parte a numerose azioni di guerra, fra cui la grande ritirata, la prima battaglia di Ypres e le battaglie di Festubert e di Givenchy, per poi spegnersi il 20 febbraio 1915. Varie furono le onorificenze conferite all'animale: la 1914 Star, la British War Medal e la medaglia interalleata della vittoria, atte a ricordare il suo impegno nel teatro di guerra.

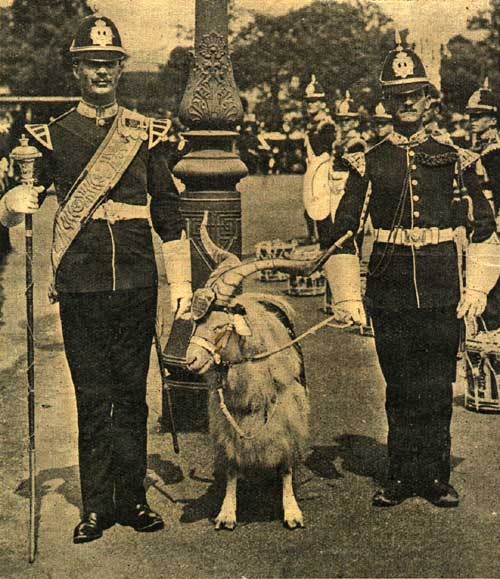
Billy non è stata la prima capra a far parte della British Army: nella foto, Taffy IV.

La tradizione del gregge di capre reali ebbe origine nel 1837, quando Muhammad Shah Qajar, scià di Persia dal 1834 al 1848, donò i primi animali alla regina Vittoria, come omaggio per la sua ascesa al trono britannico.
Il gregge, allevato presso Llandudno in Galles, raggiunse nel 2001 un totale di 250 esemplari, così tanti da esaurire le scorte di cibo. In seguito a varie proteste della popolazione locale, che si lamentava dell'errare vagabondo delle capre che per fame si introducevano addirittura nei giardini delle case private, le autorità del luogo presero subito provvedimenti, attuando il controllo delle nascite. Venne utilizzato il progesterone, ormone che esercita un'azione contraccettiva impedendo l'ovulazione. Nel 2007 alcuni esemplari vennero spostati in altre località, fra cui il Kent, il Somerset, le Brecon Beacons e lo Yorkshire, per diminuirne il numero nella zona di Llandudno.

## William Windsor I

### Esordi
William Windsor I, detta Billy, una capra del Kashmir, discende dal succitato gregge della regina Vittoria; tuttavia, non nacque allo stato brado, bensì in cattività presso lo zoo di Whipsnade. Fu presentato al reggimento nel 2001, dalla stessa regina Elisabetta II. Questo evento, tuttavia, non deve stupire: è dal 1844, infatti, che la corona inglese dona capre del Kashmir ai fucilieri della Royal Welsh.
Billy, numero di matricola 25232301, «non [era] una mascotte, bensì un regolare membro del reggimento», secondo la BBC. Dopo l'entrata in servizio nel 2001, invero, l'animale prese parte a numerose spedizioni oltremare: il suo compito ufficiale era, però, quello di marciare in testa al battaglione in tutte le cerimonie alle quali prendesse parte il Reggimento. L'addestratore a tempo pieno di Billy era Ryan Arthur, che deteneva a questo riguardo il titolo di «Goat Major».

### Degradazione temporanea

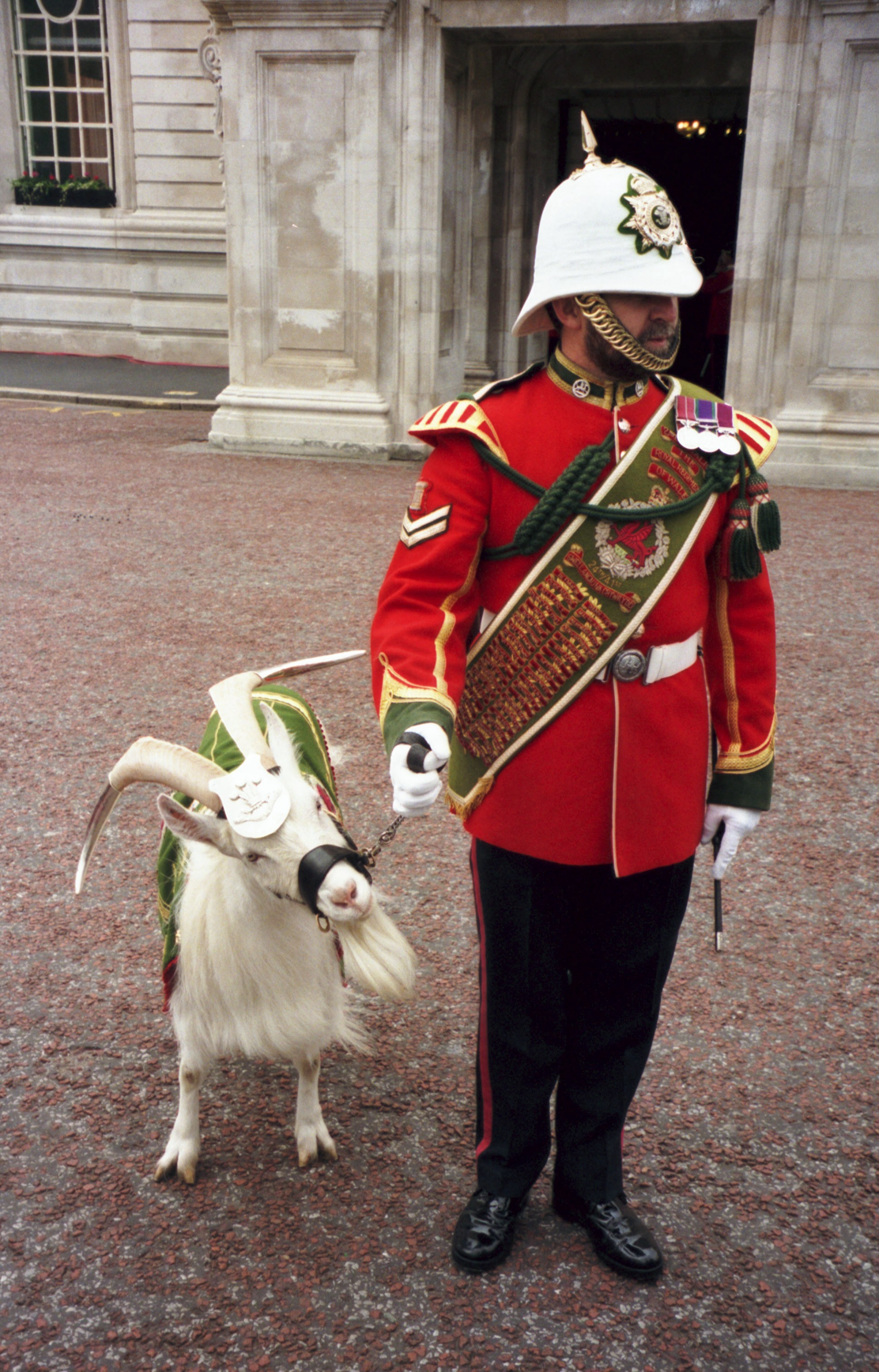
Altra foto di Billy

Il 16 giugno 2006 per celebrare l'ottantesimo compleanno della regina Elisabetta si tenne una parata militare, nei pressi della base di Episkopi, nell'isola di Cipro. Oltre a Billy, vennero invitati a partecipare anche gli ambasciatori di Spagna, dei Paesi Bassi e della Svezia, e il comandante argentino delle forze delle Nazioni Unite su Cipro.
Si trattava della prima parata oltremare di Billy e, nonostante gli fosse stato ordinato più volte di mantenersi in posizione, l'animale si rifiutò categoricamente di obbedire; non riuscì a stare al passo e tentò addirittura di colpire il tamburino con una testata. Neanche il Goat Major riuscì a tenerlo sotto controllo.
Billy fu dichiarato colpevole di un «comportamento inaccettabile» e di una «mancanza di decoro», conseguenze della «disobbedienza di un ordine diretto». Il tenente colonnello Huw James, che esercitava sull'animale un potere disciplinare di natura sanzionatoria, a fronte dell'episodio lo degradò immediatamente a fuciliere. Ciò comportava il fatto che gli altri fucilieri del reggimento non erano più tenuti a mettersi sull'attenti quando Billy vi passava davanti, al contrario di quanto avveniva prima della degradazione.
La degradazione attirò sull'accaduto le critiche di un'organizzazione animalista canadese, che si attivò per la revoca del provvedimento che fu comunque comminato tre mesi dopo, il 20 settembre, sempre alla base di Episkopi, in occasione dell'anniversario della fine della guerra di Crimea. In quell'occasione il capitano Simon Clarke rimase impressionato dal comportamento di Billy: «ha eseguito la parata eccezionalmente bene, ha avuto un'intera estate per riflettere sul comportamento tenuto al compleanno della Regina e ha decisamente guadagnato il rango che merita». Grazie al suo ravvedimento la capra riottenne i suoi gradi lo stesso giorno, per mano del colonnello Brigadier Roderick Porter.
Billy non è stata la prima capra ad essere protagonista di una controversia: già prima, un'altra capra venne affidata dal Goat Major a un allevatore di Wrexham per la riproduzione. Il Goat Major fu accusato di lesa maestà e processato dalla corte marziale che riconobbe la violazione del codice militare; colpevole di «irriverenza verso un ufficiale» fu degradato. Un'altra capra, invece, si guadagnò il soprannome «la ribelle», a causa del suo carattere eversivo. Una volta addirittura colpì con una testata un colonnello che gli stava aggiustando l'uniforme: quest'episodio fu bollato come «disonorevole atto di insubordinazione».

### Congedo
Il 20 maggio 2009, dopo otto anni di servizio, Billy fu congedato dal servizio militare per anzianità: la capra vive allo zoo di Whipsnade, nel Bedfordshire, nella Children's Farm.

## William Windsor II
Dopo il congedo di Billy, il 15 giugno 2009, subito si formò un'équipe composta da trenta membri del primo battaglione, per individuare il suo successore; il gruppo, capeggiato dal tenente colonnello Nick Lock, includeva anche il Goat Major e numerosi veterinari. Fu il portavoce dell'esercito, Gavin O'Connor, a rendere pubbliche le loro intenzioni: «siamo alla ricerca di un esemplare che riesca a mantenere la calma in situazioni di pressione e che lavori bene in squadra».
Non senza difficoltà, venne scelto un esemplare di cinque mesi, al quale venne subito assegnato il numero di matricola 25142301. Al capretto venne dato il nome di William Windsor II, per distinguerlo dal suo prestigioso predecessore. Dal 2015, William Windsor II riceve due sigarette al giorno: non è autorizzato tuttavia a consumare Guinness, che potrà bere solo quando diventerà più grande.